# Emil Klingelhöller
Emil Klingelhöller (* 1. August 1886 in Langerfeld; † 27. Juni 1973) war ein deutscher Polizeibeamter, Politiker und Landtagsabgeordneter der Kommunistischen Partei Deutschlands.

## Leben und Beruf
Nach dem Besuch der Volksschule und der Verwaltungsakademie war er im Polizeidienst, zuletzt als Kriminalrat in Berlin bis 1933, tätig. 1928 hatte er die Ermittlungen im Mordfall Helmut Daube geleitet. Nach dem Zweiten Weltkrieg war er Leiter der Fahrbereitschaft beim Ennepe-Ruhr-Kreis. Gewerkschaftlich betätigte sich Klingelhöller von 1918 bis 1933.

## Politik
Klingelhöller wurde 1945 Mitglied der KPD.
Vom 8. März 1948 bis zum 17. Juni 1950 war er Mitglied des Landtags des Landes Nordrhein-Westfalen. Er rückte über die Reserveliste seiner Partei in das Parlament nach. Von 1946 bis 1952 war Klingelhöller Mitglied im Stadtrat der Stadt Schwelm.